# Scomberesox
Scomberesox is een geslacht uit de familie der makreelgepen. Het kent volgens ITIS twee soorten, waarbij de soort S. saurus onderverdeeld is in twee ondersoorten.

## Soorten en ondersoorten
- Scomberesox simulans (Hubbs and Wisner, 1980)
- Scomberesox saurus (Walbaum, 1792) – Makreelgeep
  - Scomberesox saurus saurus (Walbaum, 1792)
  - Scomberesox saurus combroides  (Richardson, 1843)

## Etymologie
De wetenschappelijke naam Scomberesox komt van het klassiek-Latijnse scomber en esox. In het klassieke Latijn wordt met scomber, met als nevenvorm scombrus, verwezen naar de makreel. Het is een leenwoord uit het Oudgrieks voor de makreel, namelijk σκόμβρος skómbros. De Latijnse geschiedschrijver Plinius de Oudere gebruikt de naam esox, met de nevenvorm isox, om te verwijzen naar een soort snoek. Net zoals het Oudgrieks ἴσοξ is het woord terug te voeren naar een keltisch woord. Verwant is het Welsh eog, zalm.